# Desert Blue
Desert Blue är en amerikansk komedifilm från 1998, skriven och regisserad av Morgan J Freeman.

## Medverkande
- Casey Affleck - Pete Keppler
- Brendan Sexton III - Blue Baxter
- Kate Hudson - Skye Davidson
- Christina Ricci - Ely Jackson
- John Heard - Prof. Lance Davidson
- Lucinda Jenney - Caroline Baxter
- Sara Gilbert - Sandy
- Peter Sarsgaard - Billy Baxter